# John P. O’Brien

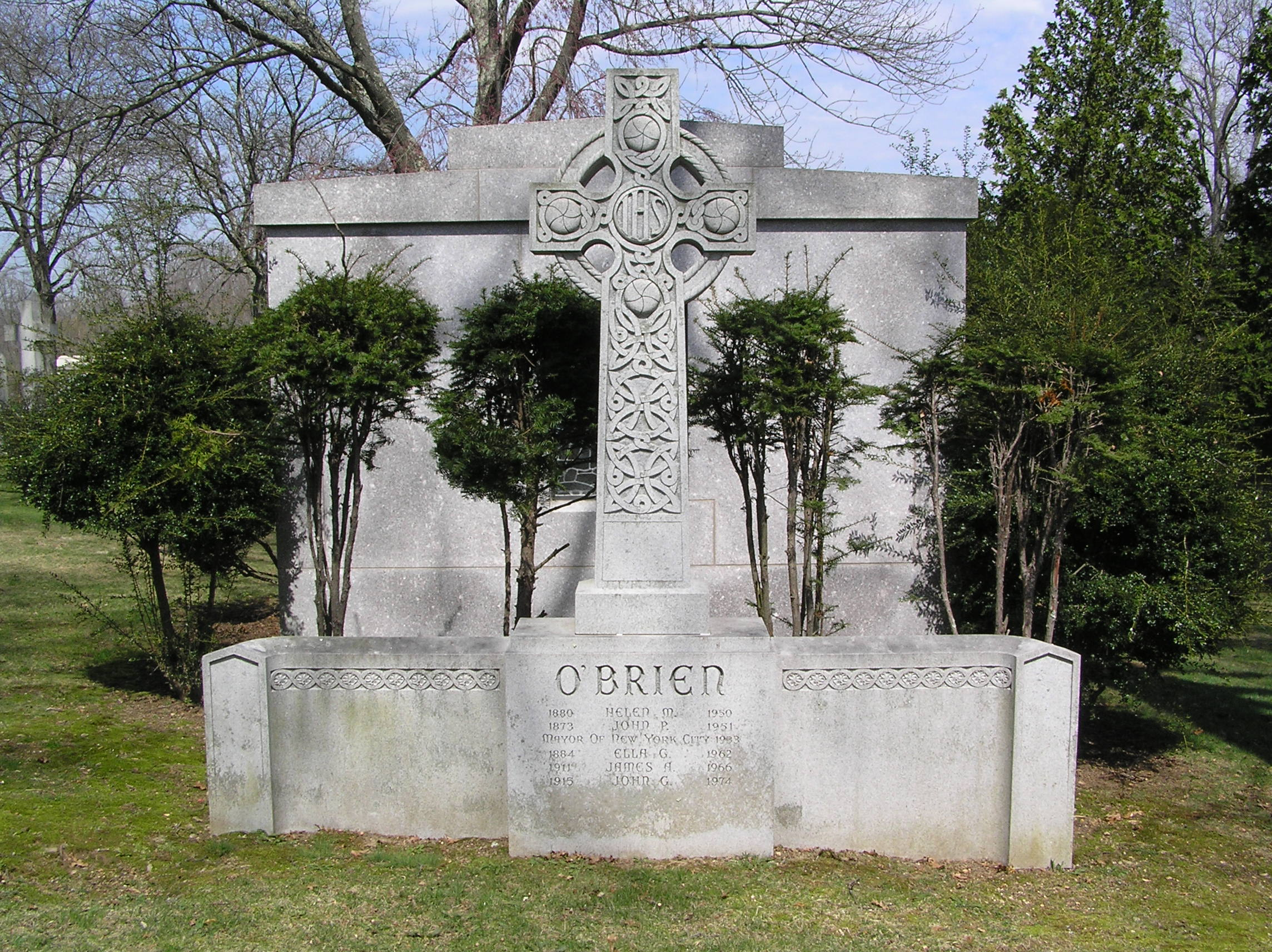
Grabstätte der Familie O’Brien auf dem Gate of Heaven Cemetery in Hawthorne im Westchester County im Jahr 2010.

John Patrick O’Brien (* 1. Februar 1873; † 21. September 1951 in New York City) war ein irisch-amerikanischer Politiker. Zwischen dem 1. Januar und dem 31. Dezember 1933 war er Bürgermeister von New York City.

## Werdegang
John O’Brien absolvierte das College of the Holy Cross in Worcester in Massachusetts. Nach einem anschließenden Jurastudium an der Georgetown University begann er in seinem neuen Beruf zu arbeiten. Später war er zeitweise juristischer Berater der Stadt New York (City Corporation Counsel). Außerdem arbeitete er als Richter (New York Surrogate Court judge). Politisch schloss er sich der Demokratischen Partei an.
Nach dem Rücktritt des New Yorker Bürgermeisters Jimmy Walker wegen eines Korruptionsvorwurfs wurde O’Brien von seiner Partei und der Tammany Hall Organisation für die notwendige Nachwahl nominiert. Bei dieser Wahl schlug er den Übergangsbürgermeister Joseph V. McKee mit über einer halben Million Stimmen Vorsprung. Er übte sein neues Amt zwischen dem 1. Januar und dem 31. Dezember 1933 aus. Diese Zeit war von den Ereignissen der Weltwirtschaftskrise bestimmt. O’Brien versuchte die Finanzen der Stadt zu sanieren. Bei den nächsten Wahlen im November 1933 unterlag er gegen den Republikaner Fiorello LaGuardia.
Nach seiner Zeit als Bürgermeister von New York City praktizierte John O’Brien wieder als Rechtsanwalt. Drei Mal war er Delegierter auf Democratic National Conventions. Er starb am 21. Dezember 1951 in New York City.